# Caladbolg
Caladbolg ("hendidura dura", también deletreado Caladcholg, "cuchilla dura") es la espada de Fergus mac Róich del ciclo del Úlster de la mitología irlandesa.
Fergus llama a su espada por ese nombre en Táin Bó Cúailnge. Ailill mac Máta había robado la espada de Fergus cuando lo atrapó en flagrancia con Medb. Fergus talló una espada de madera ficticia para ocultar el hecho de que estaba desarmado. : pp. 154-155 Ailill le devuelve la espada antes de la batalla final, y Fergus pronuncia un poema sobre ella, llamándola Caladcholc en una versión, : pp. 121, 234 y Caladbolg en otra. : 266 Se dice que fue "la espada de Leite de los montículos de los elfos. Cuando uno quería golpear con él, era tan grande como un arco iris en el aire."  : 268 Impedido de usarlo contra Conchobar mac Nessa, Fergus corta las cimas de tres colinas. : 234–235 
Un poema en el Duanaire Finn rastrea la propiedad de la espada a través de varias figuras de la mitología clásica y la historia, pasando desde Saturno, a través de los héroes de la guerra de Troya, a Julio César y a Cúchulainn, quien se la dio a Fergus. Después de la muerte de Fergus, se transmitió de generación en generación desde Medb, al hijo de Fionn mac Cumhaill, Oscar, y finalmente a San Patricio.
T.F. O'Rahilly argumenta que Caladbolg es la forma más antigua del nombre y lo interpreta como "relámpago fuerte". Lo conecta con los builg, un pueblo antiguo de Irlanda (identifica un subgrupo de los múscraige llamado Dál Caladbuilg), así como con el galés medio Caledfwlch, el nombre galés de la espada Excalibur del rey Arturo. Otras fuentes conectan espadas con nombres similares con las leyendas de Arturo, Cúchulainn, Fergus mac Léti y Fergus mac Róich.
El nombre Caladbolg aparece en plural como una palabra genérica para "grandes espadas" en la traducción irlandesa del siglo X del cuento clásico La destrucción de Troya, Togail Troí.